# Correctio
La correctio (termine latino che significa «correzione») definisce in stilistica una variazione o un chiarimento di qualcosa che si è già detto prima. Da non confondere con l'epanortosi, che consiste nell'introdurre volontariamente una correzione per ottenere un determinato effetto retorico.
Esplicitata nella regola "non p ma q"  oppure  "p o piuttosto q".